# Alberto da Zara
Alberto da Zara (Padova, 8 aprile 1889 – Foggia, 4 giugno 1951) è stato un ammiraglio italiano.
È stato uno degli ammiragli più noti della Regia Marina. Entrato in marina nel 1907, combatté la Guerra italo-turca imbarcato su corazzate e poi la prima guerra mondiale a bordo di naviglio leggero. Negli anni fra le due guerre la sua carriera progredì alternando comandi di siluranti ed incrociatori e destinazioni all'estero, in Egeo ed in Estremo Oriente. Ammiraglio dal 1939, durante la seconda guerra mondiale, dopo alcuni incarichi secondari, ebbe il comando della 7ª Divisione Navale con la quale fu protagonista della Battaglia di Pantelleria. Dopo l'armistizio fu comandante della flotta italiana internata a Malta.

## Biografia

### Famiglia
Alberto nacque a Padova l'8 aprile 1889, primogenito di quattro figli di Paolo, detto Giuseppe (n. 1856) ex ufficiale di cavalleria e della foggiana Rosa Nannarone (n. 1856) unitisi in matrimonio il 27 giugno 1888. Il fratello Guido (n. 16 novembre 1890) seguì la carriera militare paterna e morì da colonnello per mano di forze partigiane, il 16 febbraio 1943, in Dalmazia nei pressi di Gacelesi (Gaćelezi) mentre, da comandante del reggimento Cavalleggeri di Alessandria, tornava a Vodizze (Vodice) da un’ispezione al presidio distaccato di Cista Piccola (Čista Mala). Alberto da Zara non si sposò mai, in compenso la sua condotta di vita brillante la sua frequentazione di ambienti mondani in Italia, ma soprattutto durante le destinazioni all'estero, gli procurarono fama di latin lover. Fra le sue conquiste, durante il primo periodo passato in Cina, sembra ci sia stata l'allora signora Wallis Simpson futura moglie dell'ex re inglese Edoardo VIII.

### Inizi della carriera
Da Zara entrò in Accademia Navale nel novembre del 1907, ne uscì guardiamarina nel 1911. Il primo imbarco fu sulla corazzata Roma, successivamente imbarcò sulle gemelle Vittorio Emanuele, con il quale partecipò alla guerra Italo-turca, e Regina Elena. In quel periodo Da Zara si distinse anche per le attività sportive, particolarmente nel canottaggio portando spesso alla vittoria gli armi delle navi sulle quali era imbarcato. Sottotenente di vascello dal 1913, nell'imminenza dell'entrata dell'Italia nella Prima guerra mondiale imbarcò sul cacciatorpediniere Irrequieto.

### Prima guerra mondiale
Agli inizi della prima guerra mondiale fu prescelto per comandare un reparto che aveva il compito di occupare l'isolotto adriatico di Pelagosa. Obiettivo dell'azione era quello di impiantare sull'isola una stazione di avvistamento per controllare il traffico nemico. Lo sbarco avvenne l'11 luglio 1915. Passata l'iniziale sorpresa la Marina Austriaca iniziò una serie di azioni navali con l'intento di sloggiare il piccolo reparto. L'isola venne bombardata a più riprese, sia dal mare, sia dall'aria. Su Pelagosa ruotarono tutte le operazioni navali adriatiche di quel periodo. Italiani e Francesi mantenevano un sommergibile sempre in agguato nei pressi dell'isola.
Da Zara e il suo reparto resistettero con determinazione a tutti gli attacchi. Particolarmente violento fu l'attacco navale del 28 luglio. Ai primi di agosto vennero inviati rinforzi fra cui anche il Tenente di Vascello Ricciardelli che assunse il comando essendo superiore di Da Zara. La situazione del presidio era però insostenibile. Un ultimo attacco austriaco, il 17 agosto, indusse lo Stato Maggiore a reimbarcare il piccolo reparto dopo poco più di un mese di occupazione. Per questa azione Da Zara ebbe la promozione a Tenente di Vascello, rimase anche lievemente ferito all'orecchio destro e quindi fu convalescente sino a dicembre quando imbarcò sul cacciatorpediniere Nievo.
Con il Nievo, basato a Brindisi, partecipò alle operazioni di contrasto navale che si svolsero nel basso Adriatico. Dai primi di dicembre del 1915 fino al maggio 1917 l'unità fu impiegata in tutti i principali combattimenti che si svolsero in questo settore. Il 29 dicembre 1915 contrastò le forze austriache che avevano bombardato Durazzo. Un anno dopo un analogo combattimento contro il gruppo austriaco che aveva attaccato lo sbarramento del canale d'Otranto. Ma la maggior parte delle missioni di questo periodo furono estenuanti scorte al traffico da e per l'Albania soprattutto quando scattò l'operazione per salvare i resti dell'esercito serbo.
Dopo un viaggio negli Stati Uniti, nel luglio 1917 imbarcò sull'esploratore Sparviero. Anche con lo Sparviero venne inizialmente utilizzato nel basso Adriatico. Dall'agosto invece la dislocazione fu a Venezia a sostegno delle operazioni navali in quel settore. La guerra nell'alto Adriatico era condotta più che altro dai MAS e l'unica azione significativa fu uno scontro a fine settembre 1917. Dall'aprile 1918 la squadriglia formata da Aquila e Sparviero tornò a Brindisi. Con i combattimenti del 5 e del 24 ottobre nei pressi di Durazzo si concluse l'esperienza di Da Zara nella Prima guerra mondiale, conflitto durante il quale si era distinto guadagnandosi anche alcune decorazioni.

### Periodo fra le due guerre
Nel primo dopoguerra arrivò per Da Zara il primo comando: la cannoniera Cirenaica. Questo imbarco inaugurò un lungo periodo di destinazioni all'estero. Con la Cirenaica fu distaccato per quasi due anni nel Dodecaneso. Più lungo ed importante l'incarico successivo: comandante della cannoniera Carlotto, in Cina, dal 1922 al 1925. Il periodo cinese per un ufficiale dal carattere indipendente ed avventuroso come Da Zara fu estremamente felice. Le navigazioni sullo Jang-Tze e il comando della guardia della Legazione italiana a Pechino furono accompagnate dalla partecipazione alla vita mondana e cosmopolita della Shanghai degli anni Venti. Nel frattempo, nel 1923, era diventato Capitano di Corvetta.
Dal 1925, tornato in patria, la sua carriera proseguì con regolarità. Comandante in seconda dell'incrociatore Quarto e comandante dei cacciatorpediniere Prestinari e Crispi. capitano di fregata dal 1927, fu comandante in seconda della corazzata Duilio, comandante della nave scuola Cristoforo Colombo dal 15 giugno 1932 e nella crociera addestrativa del 1933 nella quale vennero percorse a vela 10000 miglia nautiche, comandante del cacciatorpediniere e della squadriglia Zeffiro. Tutti questi comandi furono inframmezzati dalla destinazione a Venezia, nel 1928, come sottocapo di stato maggiore del Comando Militare marittimo dell'Alto Adriatico e dalla frequentazione, a Livorno, nel 1930, dell'Istituto di Guerra Marittima.
Con la nomina a capitano di vascello, nel novembre 1933, venne destinato ad essere il primo comandante dell'incrociatore Emanuele Filiberto Duca d'Aosta allora in allestimento presso i cantieri OTO di Livorno. Con questo comando si inizierà un periodo di quasi dieci anni durante il quale Da Zara legherà il suo nome, in pace ed in guerra, a quello degli incrociatori leggeri da settemila tonnellate della Regia Marina. Dopo i “Di Giussano” e i “Cadorna” si trattava dei primi veri incrociatori leggeri della marina e trovarono in Da Zara un valido utilizzatore, sia come comandante, sia, successivamente, come ammiraglio.
L'Aosta venne consegnato alla Marina l'11 luglio 1935. L'attività dell'unità fu subito molto intensa dal momento che fu nave ammiraglia della 7ª Divisione e anche ammiraglia della 2ª Squadra navale. Sull'unità si alternarono diversi ammiragli, Campioni, Salza, Denti, Bernotti. Con quest'ultimo fu ammiraglia di squadra nel periodo in cui più acuta fu la crisi politica con la Gran Bretagna a seguito della guerra Etiopica e frequenti erano le mobilitazioni. Successivamente partecipò anche ad alcune missioni durante la guerra di Spagna. Fra queste il bombardamento di Valencia la notte del 15 febbraio 1937.
Dall'aprile 1937 passò al comando dell'incrociatore leggero Raimondo Montecuccoli. Dal settembre successivo, con la crisi e la guerra fra la Cina e il Giappone, l'incrociatore fu destinato a compiti di nave stazionaria per rappresentare e difendere gli interessi dell'Italia in Estremo Oriente. Fu questo il secondo periodo cinese della vita marinara di Da Zara che non nascondeva le sue simpatie per la Cina nonostante che lo stesso Mussolini, prima della partenza, gli avesse dato istruzioni di “nippofilia ad oltranza”. Rientrò in Italia nel novembre 1938 e sbarcò dal Montecuccoli alla fine di dicembre. Era ormai imminente la promozione al grado superiore.
Il 2 gennaio 1939 arrivò la nomina a contrammiraglio. Sembrava destinato ad un incarico a Roma ma la sua idiosincrasia per gli ambienti ministeriali indusse i vertici della Regia Marina ad affidargli un altro compito. Dall'aprile, in concomitanza con l'invasione da parte dell'Italia, ebbe la guida del Comando militare marittimo in Albania. Era la prima destinazione a terra dopo circa dieci anni passati a bordo. L'occupazione dell'Albania fu una delle tante aggressioni dell'Italia fascista e in quel frangente Da Zara venne e trovarsi circondato da tutti quei personaggi del regime tipici di queste avventure. Trascorse in Albania poco più di un anno venendo rimpatriato nel maggio 1940.

### Seconda guerra mondiale

#### Periodo iniziale
All'entrata dell'Italia nella Seconda guerra mondiale, il 10 giugno 1940, aveva il comando del gruppo del “Di Giussano” che faceva parte della 4ª Divisione dell'ammiraglio Alberto Marenco di Moriondo. La divisione, inizialmente, venne impiegata nelle operazioni inquadrata nella 1ª Squadra Navale. La partecipazione della 4ª Divisione alla Battaglia di Punta Stilo non fu però particolarmente brillante: per noie all'apparato motore il Cadorna e il Diaz  dovettero rientrare anzitempo e la divisione rimasta coi soli Da Barbiano e Di Giussano scambiò qualche cannonata con gli incrociatori inglesi prima dello scontro fra corazzate. Lo stesso Da Zara ricorda la “battaglia”, termine per lui esagerato, con parole deludenti.
Per circa un anno le destinazioni di Da Zara furono secondarie, imbarchi su unità non di prima linea, turni di riposo, incarichi amministrativi. Finché ebbe il comando del gruppo “Da Giussano” ebbe destinazione nel basso Tirreno ed effettuò alcune scorte a convogli e operazioni di posa di mine, quando passò a comandare il gruppo “Aosta”, alla 7ª Divisione, non prese parte ad alcuna operazione. Ai primi di novembre, per soli cinque giorni, ebbe il comando di un gruppo leggero di base a Brindisi con insegna sull'incrociatore Bande Nere. Sbarcò alla metà di dicembre e rimase a disposizione senza comando per alcuni mesi fino al febbraio 1941 quando ebbe il comando dell'Arsenale della Spezia, incarico prevalentemente amministrativo.
Dal 1º agosto 1941 divenne capo dell'Ispettorato antisommergibili. Incarico inusuale per Da Zara che non aveva mai prestato servizio né su un'unità subacquee, né su navi destinate alla loro caccia. Da Zara si dedicò al compito con la consueta energia seguendo due indirizzi: il reclutamento e l'addestramento del personale necessario per la lotta antisommergibili e, soprattutto, l'avvio di un programma di costruzioni specializzate per lo specifico compito. Fu lui a far mettere allo studio e realizzare prima le V.A.S. (Vedetta Anti Sommerigibile), poi le corvette della classe "Gabbiano" che iniziarono ad essere messe sugli scali dal gennaio 1942. Queste ultime si rivelarono unità particolarmente indovinate tanto da rimanere in servizio per circa un trentennio.

#### La VII Divisione
Lasciato l'incarico all'Ispettorato Antisommergibili Da Zara ebbe il primo comando operativo da ammiraglio di divisione. Il 5 marzo 1942 imbarcò a Taranto come comandante della 7ª Divisione subentrando a Raffaele de Courten. La 7ª Divisione era composta dagli incrociatori delle classi “Montecuccoli” e “Duca d'Aosta” unità che Da Zara conosceva assai bene dal momento che aveva comandato entrambe quando era Capitano di Vascello. Fra il 7 e il 16 marzo ebbe così modo di partecipare alle operazioni “V.5” e “Sirio”, ad aprile alla “Lupo”, tutte di scorta a convogli diretti in Libia; dalla metà di maggio la 7ª Divisione venne dislocata a Cagliari nell'intento di bloccare i trasporti veloci di rifornimenti che gli inglesi effettuavano verso Malta impiegando il posamine Manxman.
Il complesso di scontri aeronavali noto come battaglia di "Mezzo Giugno" vide Da Zara nel ruolo di protagonista. Alla 7ª Divisione venne infatti affidato il compito di contrastare, nel Mediterraneo Occidentale, le forze inglesi dell'operazione “Harpoon”. Scopo dei britannici era rifornire Malta con un convoglio composto da sei mercantili. La sera del 14 giugno la divisione, giunta da Cagliari la sera precedente, lasciò Palermo per intercettare il convoglio inglese che si apprestava a forzare il canale di Sicilia. Da Zara, imbarcato sull'incrociatore Eugenio di Savoia, aveva con sé anche il Montecuccoli e sette cacciatorpediniere che presto si ridussero a cinque perché sia lo Zeno sia l'Oriani lamentarono avarie e dovettero rientrare.

#### Pantelleria
Lo scontro, divenuto poi noto come "Battaglia di Pantelleria" (per gli inglesi "operazione Harpoon"), ebbe inizio alle 5,39 del 15 giugno 1942. Nella prima fase Da Zara mandò Vivaldi e Malocello, i cacciatorpediniere più lenti, all'attacco diretto del convoglio mentre con gli incrociatori e gli altri cacciatorpediniere impegnò la scorta. Gli inglesi reagirono emettendo cortine di nebbia. In una lunga serie di schermaglie, fra le 6,00 e le 7,40, Eugenio di Savoia e Montecuccoli misero a segno diversi colpi sul cacciatorpediniere Bedouin e sull'incrociatore Cairo. Nel frattempo, alle 6,15, il Vivaldi era stato danneggiato e dovette essere assistito dal Malocello. Alle 7,00, Da Zara mandò Ascari, Gioberti e Premuda, i cacciatorpediniere che gli restavano, a soccorrere Vivaldi e Malocello rimanendo con i soli incrociatori.
Alle 8,15, perso il contatto con il convoglio, Da Zara preoccupato che, per dirigere su Malta, gli inglesi passassero nel varco fra uno sbarramento minato e Pantelleria, decise di risalire lo sbarramento a levante e da sud a nord allontanandosi in tal modo dal convoglio. Fu questa probabilmente la decisione che consentì agli inglesi di salvarsi da una totale disfatta. Alle 9,00 infatti il capitano di vascello Hardy, comandante del Cairo e del convoglio, decise di puntare su Malta con i due mercantili superstiti lasciando gli altri al loro destino passando proprio a sud dello sbarramento minato e quindi a poppa della 7ª Divisione. Da Zara impiegò due ore per doppiare il campo minato e ripresentarsi sul luogo dell'azione dove ardevano le navi inglesi danneggiate.
La vista dei roghi fece ritenere a Da Zara di aver riportato un notevole successo. Alle 12,15 venne avvistato il cacciatorpediniere Partridge con il Bedouin a rimorchio. Il Partridge lasciò il rimorchio e si dileguò. Mentre i cacciatorpediniere italiani stavano per finire il Bedouin questi venne affondato dagli aerosiluranti. Hardy, con le navi superstiti, era poco oltre l'orizzonte ma non c'erano ricognitori italiani ad informare Da Zara. Alle 14,15 pervenne alla 7ª Divisione un messaggio da SUPERMARINA che “salvo circostanze combattimento particolarmente favorevoli” si doveva terminare il contatto per essere nel Tirreno non oltre le 21,00. La divisione lasciò così l'area della battaglia e, dopo aver subito alcuni attacchi aerei, rientrò a Napoli nel pomeriggio del giorno 16.
La valutazione dello scontro da parte di Da Zara fu assai ottimistica. Per lui erano stati affondati un incrociatore, sei cacciatorpediniere e quattro mercantili. In effetti la 7ª Divisione aveva colpito ripetutamente le unità inglesi e le aveva costrette a ritirarsi. Era la prima volta che accadeva durante la guerra; probabilmente perché le distanze medie di combattimento, a differenza che in precedenza, erano state inferiori. I risultati invece non furono quelli stimati da Da Zara: Partridge e Cairo erano stati solo danneggiati. Il Bedouin e le altre navi avevano ricevuto il colpo di grazia dagli aerosiluranti, cosa più grave due mercantili erano giunti intatti a Malta. Comunque Da Zara ritenne sempre di essere stato l'unico ammiraglio italiano ad aver battuto gli inglesi durante la guerra.

#### La fine della guerra
Più sfortunata fu la partecipazione della 7ª Divisione alla battaglia di “Mezzo agosto”. Insieme alla 3ª Divisione avrebbe dovuto attaccare nel canale di Sicilia il convoglio “Pedestal” ma, per ragioni prudenziali, venne fatta rientrare subendo il siluramento dell'incrociatore Attendolo. Le sorti della guerra da allora volsero a sfavore dell'Asse e non ci furono più possibilità per Da Zara di partecipare ad altre operazioni. Il 4 dicembre 1942, a Napoli, in un bombardamento, la divisione subì la perdita definitiva dell'Attendolo e i danneggiamenti dell'Eugenio di Savoia e del Montecuccoli. La divisione venne trasferita a Genova dove Da Zara, il 26 aprile 1943, convalescente dopo aver subito un intervento chirurgico, lasciò il comando al parigrado Romeo Oliva.
Dal 1º agosto 1943 divenne comandante della 5ª Divisione dislocata a Taranto e del “Gruppo Sud” delle Forze Navali da Battaglia. L'armistizio lo colse in questo incarico e a dover gestire, suo malgrado, una situazione estremamente difficile stretto nella morsa fra gli ammiragli sottoposti, come Galati, riluttanti ad arrendersi e favorevoli all'autoaffondamento delle navi e dei superiori, come Bruto Brivonesi e Fioravanzo, più realisti e favorevoli agli alleati. Si risolse a seguire il parere di questi ultimi e la sera del 9 settembre, in ottemperanza agli ordini di Roma, salpò per Malta. Giunto nell'isola, causa la morte dell'ammiraglio Bergamini, si ritrovò a comandare quel che rimaneva della flotta italiana in qualità di ammiraglio con più anzianità di grado.
Il giorno 11 settembre fu quindi Da Zara, in un'atmosfera carica di tensione, ad incontrare l'ammiraglio Cunningham e a prendere visione del testo dell'armistizio e delle clausole che nello specifico riguardavano la Marina. Ribadì che non avrebbe fatto ammainare la bandiera e consegnato le navi ricevendo dall'ammiraglio britannico l'assicurazione che non era previsto niente di ciò, anzi, i picchetti a bordo delle unità italiane sarebbero presto sbarcati. Da Zara rimase a Malta, come comandante delle Forze Navali, sino al dicembre 1943. Dopo alcuni mesi passati in disponibilità assunse il comando del Dipartimento dello Ionio. Concluse la carriera come Ammiraglio Ispettore delle Forze navali, incarico che assunse il 1º agosto 1944 e che lasciò il 30 settembre 1946.

### Dopoguerra
Nell'ottobre 1946 lasciò il servizio attivo per ritirarsi a vita privata a Foggia, città natale della madre e dove risiedeva la sorella. Nel 1949 uscì la sua autobiografia: Pelle d'Ammiraglio, opera fra le più citate dagli storici ed autori navali in quanto costituisce un fedele affresco dell'ambiente e dei personaggi che caratterizzarono la Regia Marina nel periodo fra le due guerre mondiali. Lo stesso Da Zara, a detta di diversi autori, ne era uno dei più tipici rappresentanti. Particolari e significative sono le descrizioni ed i giudizi, talvolta caustici, su colleghi come gli ammiragli Bernotti, Cavagnari o Iachino.
L'ammiraglio di squadra Alberto da Zara morì a Foggia il 4 giugno 1951.

## Promozioni
Guardiamarina (1911), sottotenente di vascello (1913), tenente di Vascello (1915), capitano di corvetta (1923), capitano di fregata (1927), capitano di vascello (1933), contrammiraglio (1939), ammiraglio di divisione (1941), ammiraglio di squadra (1944).